# Michaël van Straalen
Michaël van Straalen (De Bilt, 1956) is een Nederlands ondernemer. Hij is van 4 november 2013 tot januari 2018 voorzitter geweest van de Koninklijke Vereniging MKB-Nederland.
Van Straalen startte al op jonge leeftijd zijn eerste eigen bedrijf. Tijdens zijn studie Nederlands begon hij met zijn eigen technisch bureau. Dit luidde het einde in van zijn studie en werd het begin van zijn ondernemerscarrière. Hij heeft diverse bestuursactiviteiten op zijn naam staan, vooral in het bedrijfsleven en het onderwijs. Van Straalen was tussen 2007 en 2014 onder meer voorzitter van brancheorganisatie Koninklijke Metaalunie.
In 2007 werd hij vicevoorzitter, in 2013 voorzitter van MKB-Nederland. Vanuit deze functie is Van Straalen onder meer voorzitter van de Stichting van de Arbeid, lid van het dagelijks bestuur van de Sociaal-Economische Raad (SER), duovoorzitter (met voorzitter MBO Raad) van de Samenwerkingsorganisatie Beroepsonderwijs Bedrijfsleven (SBB), voorzitter van het Nationaal Regie Orgaan Praktijkgericht Onderzoek (SIA) en vicevoorzitter van het Nationaal Platform Criminaliteitsbeheersing (NPC).
Michaël van Straalen is gehuwd en heeft twee kinderen.